# 200 mètres brasse masculin aux Jeux olympiques de 1912
Navigation
Londres 1908 Anvers 1920
L'épreuve de 200 mètres brasse hommes des Jeux olympiques de 1912 a eu lieu du 7 juillet 1912 au 10 juillet 1912 dans un bassin long de 100 mètres construit dans la baie de Djurgårdsbrunnsviken à Stockholm.
Depuis octobre 1910, le record du monde est détenu par le Belge Félicien Courbet en 3 min 0 s 8. Cependant, la course est très ouverte : le Britannique Percy Courtman domine la brasse dans son pays ; le médaillé de bronze à Londres le Suédois Pontus Hansson, le Hongrois Ödön Toldi, quatrième à Londres, ou l'autre Suédois, Harald Julin, font aussi partie des favoris.
La course est dominée de bout en bout par les trois Allemands qui en finale prennent les trois places sur le podium : Walter Bathe, Wilhelm Lützow et Kurt Malisch. Le recordman du monde belge Félicien Courbet, s'il ne perd pas son record, est décevant, avec des temps loin de ses meilleures performances : il est éliminé dès les demi-finales. Seul le Britannique Courtman parvient à résister à la domination germanique, s'inclinant de très peu en finale pour terminer au pied du podium.

## Séries
| Série | Rang | Pays                               | Nom                     | Temps        | Qualification          |
| ----- | ---- | ---------------------------------- | ----------------------- | ------------ | ---------------------- |
| 1     | 1    |                                    | Wilhelm Lützow          | 3 min 7 s 4  | Q (RO)                 |
| 1     | 2    |                                    | Thor Henning            | 3 min 14 s   | Q                      |
| 1     | 3    | Drapeau du Grand-duché de Finlande | Lennart Lindroos        | 3 min 16 s 4 | q (meilleur troisième) |
| 1     | 4    |                                    | Frank Schryver (en)     | 3 min 24 s   |                        |
| 2     | 1    |                                    | Kurt Malisch            | 3 min 8 s 8  | Q                      |
| 2     | 2    | Drapeau du Grand-duché de Finlande | Arvo Aaltonen           | 3 min 13 s   | Q                      |
| 2     | 3    |                                    | Nils Andersson (en)     | 3 min 20 s 6 |                        |
| 2     | 4    |                                    | Josef Wastl (en)        | 3 min 25 s 6 |                        |
| 2     | 5    |                                    | Georgy Baimakov (en)    | 3 min 29 s   |                        |
| 3     | 1    |                                    | Carlyle Atkinson        | 3 min 12 s   | Q                      |
| 4     | 1    |                                    | Walter Bathe            | 3 min 3 s 4  | Q (RO)                 |
| 4     | 2    |                                    | Percy Courtman          | 3 min 9 s 8  | Q                      |
| 4     | 3    |                                    | Fredrik Löwenadler (en) | 3 min 22 s 2 |                        |
| 4     | dsq  |                                    | Mike McDermott (en)     | 3 min 18 s 2 | disqualifié            |
| 5     | 1    |                                    | Félicien Courbet        | 3 min 12 s 4 | Q                      |
| 5     | 2    |                                    | Pontus Hansson          | 3 min 14 s 2 | Q                      |
| 5     | dsq  |                                    | George Innocent         | 3 min 16 s   | disqualifié            |
| 5     | dsq  |                                    | Audun Rusten (en)       | 3 min 39 s 8 | disqualifié            |
| 6     | 1    |                                    | Oszkár Demján           | 3 min 7 s 8  | Q                      |
| 6     | 2    |                                    | Harald Julin            | 3 min 12 s 8 | Q                      |
| 6     | 3    | Drapeau du Grand-duché de Finlande | Herman Cederberg        | 3 min 18 s 6 |                        |
| 6     | 4    | Drapeau du Grand-duché de Finlande | Vilhelm Lindgrén (en)   | 3 min 21 s 2 |                        |
| 6     | 5    |                                    | Sven Hanson (en)        | 3 min 24 s 4 |                        |
| 6     | 6    |                                    | Oscar Hamrén (en)       | n.c          |                        |

Les séries se déroulent le dimanche 7 juillet : quatre à 13 h 50 et deux autres ce même dimanche à 19 h 30. Les demi-finales ont lieu le mardi 9 juillet à 20 h 15. La finale se déroule le mercredi 10 juillet à 19 h 30. L'épreuve a été peu réorganisée, à cause des 25 forfaits : les organisateurs ont diminué le nombre de séries de huit à six et le deuxième tour a été supprimé.
Sont forfait : le Sud-Africain George Godfrey ; les Allemands Otto Kühne et Alfred Stühmer ; les Autrichiens Heinrich Brandstetter et Rudolf Dlouchy ; cinq Français Henri Dubois, Victor Pierre Eggman, Richard Hallard, Louis Laufray et Daniel Lehu ; quatre Hongrois András Baronyi, Imre Elek, Ödön Toldi et János Wenk ; cinq Italiens Davide Baiardo, Virgilio Bellazza, Attilio Bellezza, Aldo Cigheri, Mario Massa et Mario Portolongo ; le Norvégien John Johnsen ; les Russes Arno Almqvist, Ilarion Borisovsky et Nikolay Voronkov ; et le Suédois Sven Henning.
Les deux premiers de chaque série et le meilleur troisième sont qualifiés pour le tour suivant.
La réorganisation des séries n'est pas complète : le Britannique Carlyle Atkinson nage seul dans la troisième série. Les deux premiers de la première série, l'Allemand Wilhelm Lützow et le Suédois Thor Henning sont restés au coude à coude jusqu'aux 150 mètres quand l'Allemand s'est détaché pour aller gagner. Le Finlandais Lennart Lindroos profite de la disqualification du Britannique George Innocent en 5e série pour entrer en demi-finale au titre de meilleur troisième. Avec son temps de 3 min 7 s 4, l'Allemand Lützow bat le record olympique établi à Londres par le Britannique Frederick Holman,.
Un Allemand, Kurt Malisch remporte aussi la deuxième série, devant le Finlandais Arvo Aaltonen. Les styles des deux hommes diffèrent, Malisch élégant face à un Aaltonen tout en puissance. En quatrième série, nouvelle victoire allemande avec Walter Bathe qui en profite pour battre en 3 min 3 s 4 le tout récent record olympique de son compatriote Lützow. La seconde place qualificative est prise par le Britannique Percy Courtman. Dans la cinquième série, le détenteur du record du monde, le Belge Félicien Courbet réalise une contreperformance, loin des premiers avec seulement 3 min 12 s 4. Pourtant, il est à la lutte toute la course avec son second, le Suédois Pontus Hansson, médaillé de bronze à Londres. Courbet ne prend l'avantage qu'après le virage et doit avoir recours à un sprint final pour être certain de s'imposer. Les deux derniers nageurs, pourtant aussi très proches des premiers, le Britannique Innocent et le Danois Rusten, sont disqualifiés. La sixième et dernière série est facilement dominée par le Hongrois Oszkár Demján,.

## Demi-finales
| Série | Rang | Pays                               | Nom              | Temps        | Qualification          |
| ----- | ---- | ---------------------------------- | ---------------- | ------------ | ---------------------- |
| 1     | 1    |                                    | Kurt Malisch     | 3 min 9 s 6  | Q                      |
| 1     | 2    |                                    | Thor Henning     | 3 min 10 s 4 | Q                      |
| 1     | 3    |                                    | Harald Julin     | 3 min 10 s 6 |                        |
| 1     | 4    | Drapeau du Grand-duché de Finlande | Lennart Lindroos | 3 min 11 s 6 |                        |
| 1     | 5    |                                    | Carlyle Atkinson | 3 min 15 s 2 |                        |
| 1     | 6    | Drapeau du Grand-duché de Finlande | Arvo Aaltonen    | 3 min 17 s   |                        |
| 2     | 1    |                                    | Walter Bathe     | 3 min 2 s 2  | Q (RO)                 |
| 2     | 2    |                                    | Wilhelm Lützow   | 3 min 4 s 4  | Q                      |
| 2     | 3    |                                    | Percy Courtman   | 3 min 9 s 4  | q (meilleur troisième) |
| 2     | 4    |                                    | Oszkár Demján    | 3 min 11 s 2 |                        |
| 2     | 5    |                                    | Félicien Courbet | 3 min 11 s 6 |                        |
| 2     | 6    |                                    | Pontus Hansson   | abandon      |                        |

Les deux premiers de chaque demi-finale et le meilleur troisième sont qualifiés pour la finale.
La première demi-finale est menée par le Suédois Thor Henning jusqu'au virage où il est dépassé par le vainqueur allemand Kurt Malisch qui doit avoir recours à un sprint final pour s'imposer. L'autre Suédois, Harald Julin manque de peu la deuxième place qualificative, malgré tous ses efforts,.
La seconde demi-finale est dominée de bout en bout par l'Allemand Walter Bathe qui l'emporte, devant son compatriote Wilhelm Lützow qui est resté accroché à la deuxième place toute la course. Bathe bat son propre record olympique, tandis que le recordman du monde belge Félicien Courbet s'effondre à nouveau,.

## Finale
| Rang | Pays | Nom            | Temps       |    |
| ---- | ---- | -------------- | ----------- | -- |
| 1    |      | Walter Bathe   | 3 min 1 s 8 | RO |
| 2    |      | Wilhelm Lützow | 3 min 5 s   |    |
| 3    |      | Kurt Malisch   | 3 min 8 s   |    |
| 4    |      | Percy Courtman | 3 min 8 s 8 |    |
| 5    |      | Thor Henning   | abandon     |    |

Comme lors de leur demi-finale, les deux Allemands Bathe et Lützow s'installent d'entrée de jeu aux deux premières places pour ne plus les lâcher. Walter Bathe l'emporte facilement après avoir accéléré dans les derniers mètres pour établir un nouveau record olympique, mais sans inquiéter le record du monde. Le Suédois Henning prend le départ en mauvaise forme et décide d'abandonner juste après le virage. Le suspense vient de l'âpre lutte pour la troisième place entre le troisième Allemand Malisch qui s'impose de peu devant le Britannique Courtman,.